# Crenulatie
De crenulatie of crenulatiesplijting is een textuur in metamorfe gesteenten (fyllieten, schisten en gneissen) die kan voorkomen als het gesteente heeft blootgestaan aan minstens twee verschillende spanningsrichtingen, waardoor een jongere foliatie (planaire structuur) over een oudere heen gegroeid is.

## Vorming
Foliaties in metamorfe gesteente worden gevormd door de rekristallisatie van planaire mineralen (voornamelijk mica’s) bij deformatie. De planaire mineralen zullen in vlakken loodrecht op de primaire spanningsrichting groeien, waardoor in het gesteente een foliatie ontstaat. Crenulaties ontstaan wanneer een oudere foliatie in het gesteente overprint wordt door een jongere.
Als een gesteente een tweede deformatiefase doorloopt, waarbij de primaire spanningsrichting anders is, zullen nieuwe planaire mineralen over de oude heen groeien. Oudere mica’s kunnen ook omgebogen worden in de richting van de nieuwe foliatie. De hoek tussen de twee foliaties zorgt voor een herkenbare textuur in het gesteente: de crenulatie.

## Voorkomen

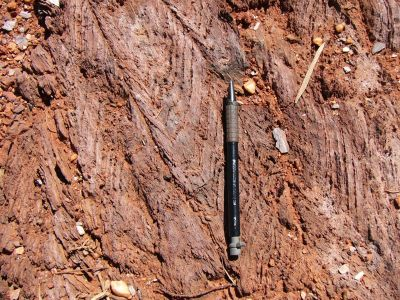
Voorbeeld van een grootschalige crenulatie, waarbij kinkplooien worden gevormd. Glengarry Basin, Washington, Verenigde Staten.

Crenulaties zijn soms te herkennen als kinking in een oudere foliatie, waarbij de plooikoppen allemaal in een rechte lijn liggen. Als de crenulatie verder ontwikkeld is, zullen duidelijke foliatievlakken te herkennen zijn die de oudere foliatie doorkruisen. De oudere foliatie kan worden afgebroken, verzet of op microschaal in de nieuwe foliatie geplooid. In micarijk (brosser) gesteente zal een nieuwe foliatie zich eerder manifesteren als kinkplooiing, terwijl in mica-arme gesteenten een nieuwe foliatie eerder als kleinschalige groei van kristallen in de nieuwe richting zal voorkomen.
Als de nieuwe foliatie dominant wordt kan deze de oudere compleet uitroeien. De snelheid waarmee een nieuwe foliatie zich ontwikkeld hangt af van de lithologie en chemische samenstelling van het gesteente. Daarom kan vaak in een ander bed in dezelfde formatie een andere foliatie domineren, of een foliatie voorkomen die op andere plaatsen afwezig is. Vanwege regionale verschillen in reactiesnelheid of spanningstoestand is kunnen in naburige ontsluitingen met dezelfde lithologie soms verschillende foliaties herkend worden.
Crenulatie kan ook veroorzaakt worden door schuif, waarbij de crenulatie een schuifvlak weergeeft. In dat geval kan het moeilijk zijn eerdere foliaties te reconstrueren.

## Bestudering
Crenulaties zijn niet altijd even makkelijk te herkennen, soms is een loep of een microscoop nodig, waarbij slijpplaatjes van het gesteente moeten worden gemaakt. Soms kunnen meerdere crenulaties in één gesteente aanwezig zijn. Relicten van oudere crenulaties kunnen bijvoorbeeld bewaard blijven als insluitsels in porfyroblasten. Schisten waarin onder de microscoop meer dan zes foliaties herkend kunnen worden zijn niet uitzonderlijk.
Als twee foliaties in een gesteente aanwezig zijn kan door bestudering van de crenulatie bepaald worden welke foliatie de oudste is. Deze wordt vervolgens S1 genoemd, de nieuwere foliatie is S2. De snijlijn tussen de twee foliaties wordt de intersectielineatie genoemd, L1-2, en komt overeen met de dip van de plooiassen van tijdens de jongere deformatiefase gevormde plooien.

## Doel van bestudering
Crenulaties geven informatie over de spanningstoestand waarin het gesteente ten tijde van de vorming van de crenulatie verkeerde. Als meerdere foliaties in een gesteente voorkomen kunnen verschillende fasen van deformatie worden herkend, elk met een eigen spanningstoestand. Door verschillende gesteenten uit een gebied (bijvoorbeeld een terrein) te onderzoeken kan een opeenvolging van tektonische gebeurtenissen in dit gebied worden opgesteld, waarbij de deformatiefasen bijvoorbeeld fasen van een orogenese kunnen representeren.
Het onderzoek van crenulaties kan worden gecombineerd met radiometrische datering, geothermometrie en geobarometrie van tijdens bepaalde deformatiefasen gegroeide kristallen. Op die manier kan voor een bepaald terrein een nauwkeurige tektonische geschiedenis gereconstrueerd worden, waarmee bewegingen in de aardkorst in het verleden in beeld gebracht kunnen worden.